# Taça de Portugal 2005/06
Die Taça de Portugal 2005/06 war die 66. Austragung des portugiesischen Pokalwettbewerbs. Er wurde vom portugiesischen Fußballverband ausgetragen. Pokalsieger wurde der FC Porto, der sich im Finale gegen Titelverteidiger Vitória Setúbal durchsetzte. Porto nahm als Double-Sieger an der UEFA Champions League 2006/07 teil, der unterlegene Finalist war für den UEFA-Pokal 2006/07 qualifiziert.
Alle Begegnungen wurden nach unentschiedenem Ausgang zunächst um zweimal 15 Minuten verlängert, und wenn nötig im anschließenden Elfmeterschießen entschieden.

## Teilnehmende Teams
| Primeira Liga (18) | Primeira Liga (18) | Segunda Liga (18) | Segunda Liga (18) |
| --- | --- | --- | --- |
| - Académica de Coimbra - Belenenses Lissabon - Benfica Lissabon - Boavista Porto - Sporting Braga - CF Estrela Amadora - Nacional Funchal - Gil Vicente FC - Marítimo Funchal | - Naval 1º de Maio - FC Paços de Ferreira - FC Penafiel - FC Porto - Rio Ave FC - Sporting Lissabon - União Leiria - Vitória Guimarães - Vitória Setúbal | - FC Barreirense - SC Beira-Mar - GD Chaves - SC Covilhã - Desportivo Aves - GD Estoril Praia - CD Feirense - Gondomar SC - Leixões SC | - FC Maia - FC Marco - Moreirense FC - SC Olhanense - AD Ovarense - Portimonense SC - CD Santa Clara - Varzim SC - FC Vizela |
| Segunda Divisão (53) | | | |
| - Abrantes FC - Benfica e Castelo Branco - AD Camacha - Casa Pia AC - SC Esmoriz - SC Espinho - AD Fafe - FC Famalicão - CD Fátima - Fiães SC - SC Freamunde - Imortal DC - FC Infesta - FC Lixa | - Aliados FC Lordelo - Louletano DC - AD Lousada - CD Mafra - Odivelas FC - UD Oliveirense - CD Olivais e Moscavide - Oliveira do Bairro SC - FC Oliveira Hospital - CD Operário - Clube Oriental de Lisboa - FC Madalena - SL Nelas | - FC Pampilhosa - USC Paredes - SC Penalva Castelo - CD Pinhalnovense - Sporting Pombal - CD Portosantense - AD Pontassolense - AD Portomosense - Real SC Queluz - FC Pedras Rubras - CD Ribeira Brava - GD Ribeirão - UD Rio Maior | - AD Sanjoanense - SC Dragões Sandinenses - GDRC Os Sandinenses - Silves FC - CD Trofense - União de Coimbra - União Madeira - União Micaelense - SC União Torreense - GD Tourizense - CA Valdevez - União Torcatense - Vilaverdense FC |
| Terceira Divisão (114) | | | |
| - GC Alcobaça - GD Alcochetense - SC Mineiro Aljustrelense - SR Almancilense - FC Amares - CD Amiense - Amora FC - Anadia FC - SC Angrense - CD Arrifanense - CR Ataense - Atlético CP - AA Avanca - Associação Beneditense CD - GD Baira-Mar - CD Beja - CF Benefica - GDR Bidoeirense - GD Bragança - Brito SC - Caldas SC - Canedo FC - CF Caniçal - FC Castrense - ADC Correlhã - Atlético Cabeceirense - AC Cacém - CSD Câmara de Lobos - UDR Caranguejeira | - AD Carregado - CD Cerveira - FC Cesarense - CD Cinfães - SU 1º Dezembro - Eléctrico Ponte de Sor - O Elvas CAD - Ermesinde SC - AD Esposende - CD Estarreja - Juventude Évora - FC Ferreiras - Boavista Flores - AD Fornos de Algodres - AD Fundão - GD Gafanha - Marítimo Graziosa - GD Joane - GD Lagoa - GDRC Social Lamas - Leça FC - GS Loures - SC Lusitânia - Lusitânia Lourosa - Lusitano GC Évora - Lusitano VRSA - AD Machico - SC Maria da Fonte - CF Marialvas | - AC Marinhense - Merelinense FC - SC Mirandela - CA Mirandense - GD Milheiroense - GR Vigor Mocidade - Desportivo de Monção - Mondinense FC - GDR Monsanto - GD Monte Trigo - CD Montijo - AD Oeiras - AD Oliveirense - Estrela Ouriquense - Padroense FC - CD Rabo Peixe - GD Peniche - Vitória do Pico - SC Praiense - Rebordosa AC - Atlético Riachense - SC Rio Tinto - UD Santana - CD Santo António - Santiago FC - AD São Pedro da Cova - AD Sátão - SC São João de Ver - Sertanense FC | - CD Tondela - GD Sesimbra - GD Sourense - Sport União Sintrense - ACRC Souropires - ADR Tarouquense - URD Tires - FC Tirsense - UD Tocha - GD Torre Moncorvo - União Idanhense - União Lamas - União Messinense - AD Valecambrense - SC Valenciano - AD Valonguense - UD Valonguense - GD Valpaços - Vasco da Gama AC - GD Velense - Estrela Vendas Novas - GD Vialonga - SC Vianense - UD Vilafranquense - Vilanovense FC - AC Vila Meã - SC Vila Real - FC Vinhais |
| Distrikte (24) | | | |
| - Águia CD - Amarante FC - GD Arenense - SC Barreiro - GD Coruchense - GDRC Escalos de Baixo - SC Farense | - FC Felgueiras - FC Flamengos - CF Esperança Lagos - Lusitano FC Vildemoinhos - FC Marinhas - CA Macedo de Cavaleiros - Mileu-Guarda SC | - União Nogueirense - AD Ponte da Barca - GDRC Ponterrolense - SC Salgueiros - ADJ Santa Eulália - SC Santacruzense | - 1º de Maio Sarilhense - União de Montemor - União Desportiva da Serra - CRC Távora - SC Vila Pouca - CF Vasco da Gama |

## 1. Runde
Teilnehmer waren 114 Vereine aus der Terceira Divisão und 24 Vereine der Distriktverbände. Die Spiele fanden am 4. September 2005 statt.

Freilos: FC Felgueiras
|                           | Ergebnis              |                           |
| ------------------------- | --------------------- | ------------------------- |
| Mondinense FC             | 1:0                   | GD Torre Moncorvo         |
| AD São Pedro da Cova      | 3:2                   | Rebordosa AC              |
| Atlético Cabeceirense     | 0:0 n. V. (3:0 i. E.) | CD Cerveira               |
| Canedo FC                 | 1:0                   | CA Macedo de Cavaleiros   |
| SC Vianense               | 2:1                   | Padroense FC              |
| AC Marinhense             | 1:0                   | GD Peniche                |
| Atlético Riachense        | 4:2                   | CD Amiense                |
| GD Bragança               | 1:2                   | Merelinense FC            |
| CRC Távora                | 0:2                   | GD Joane                  |
| Amarante FC               | 0:2                   | SC Vila Real              |
| SC Valenciano             | 3:0                   | SC Vila Pouca             |
| ADR Tarouquense           | 1:3                   | SC Mirandela              |
| SC Rio Tinto              | 0:2                   | SC Maria da Fonte         |
| FC Amares                 | 3:4 n. V.             | CR Ataense                |
| Lusitano FC Vildemoinhos  | 0:6                   | Lusitânia Lourosa         |
| Sertanense FC             | 5:0                   | GD Gafanha                |
| GD Milheiroense           | 2:0                   | AD Sátão                  |
| AD Ponte da Barca         | 0:3                   | GD Coruchense             |
| CD Estarreja              | 0:1                   | AD Fornos de Algodres     |
| União Idanhense           | 1:3                   | União Desportiva da Serra |
| Associação Beneditense CD | 1:0                   | CF Marialvas              |
| Anadia FC                 | 0:4                   | AA Avanca                 |
| FC Cesarense              | 1:1 n. V. (3:5 i. E.) | UDR Caranguejeira         |
| CD Arrifanense            | 3:0                   | União Nogueirense         |
| ACRC Souropires           | 2:1                   | SC São João de Ver        |
| GC Alcobaça               | 0:1 n. V.             | Caldas SC                 |
| CA Mirandense             | 2:2 n. V. (2:4 i. E.) | GD Sourense               |
| GDR Monsanto              | 5:0                   | GR Vigor Mocidade         |
| Eléctrico Ponte de Sor    | 2:1                   | AD Valecambrense          |
| GDR Bidoeirense           | 3:2                   | Mileu-Guarda SC           |
| União Lamas               | 1:0                   | AD Fundão                 |
| GDRC Social Lamas         | 9:0                   | GDRC Escalos de Baixo     |
| Leça FC                   | 1:0                   | AD Esposende              |
| FC Vinhais                | 2:3 n. V.             | Brito SC                  |
| O Elvas CAD               | 1:1 n. V. (3:4 i. E.) | Juventude Évora           |
| UD Santana                | 1:0                   | CD Beja                   |
| SR Almancilense           | 2:1                   | UD Vilafranquense         |
| Vasco da Gama AC          | 2:1                   | AC Cacém                  |
| FC Castrense              | 0:3                   | GS Loures                 |
| Águia CD                  | 0:4                   | AD Carregado              |
| SC Mineiro Aljustrelense  | 2:1                   | GD Sesimbra               |
| GDRC Ponterrolense        | 7:2                   | FC Ferreiras              |
| Lusitano GC Évora         | 5:1                   | CF Vasco da Gama          |
| União Messinense          | 5:0                   | ADJ Santa Eulália         |
| União de Montemor         | 0:1                   | GD Lagoa                  |
| Atlético CP               | 6:0                   | SC Farense                |
| 1º de Maio Sarilhense     | 3:2 n. V.             | Sport União Sintrense     |
| CD Montijo                | 2:2 n. V. (5:6 i. E.) | CF Benfica                |
| SC Santacruzense          | 0:0 n. V. (3:2 i. E.) | Estrela Ouriquense        |
| CF Caniçal                | 1:0                   | GD Vialonga               |
| CSD Câmara de Lobos       | 5:1                   | URD Tires                 |
| AD Valonguense            | 0:1                   | UD Tocha                  |
| GD Alcochetense           | 3:1                   | Amora FC                  |
| Marítimo Graciosa         | 4:2                   | FC Flamengos              |
| FC Marinhas               | 1:0                   | GD Valpaços               |
| CD Cinfães                | 0:0 n. V. (2:4 i. E.) | AC Vila Meã               |
| Ermesinde SC              | 5:0                   | ADC Correlhã              |
| FC Tirsense               | 1:0                   | AD Oliveirense            |
| SC Angrense               | 2:0                   | CD Santo António          |
| SC Lusitânia              | 4:1                   | Vitória do Pico           |
| CF Esperança Lagos        | 2:5                   | Lusitano VRSA             |
| GD Baira-Mar              | 5:2 n. V.             | GD Monte Trigo            |
| AD Oeiras                 | 1:1 n. V. (4:3 i. E.) | SU 1º Dezembro            |
| Boavista Flores           | 2:0                   | CD Rabo Peixe             |
| SC Praiense               | 2:1                   | GD Velense                |
| SC Barreiro               | 0:2                   | Santiago FC               |
| Estrela Vendas Novas      | 2:0                   | AD Machico                |
| UD Valonguense            | 0w. o. 1              | Vilanovense FC            |
| Desportivo de Monção      | 0w. o. 2              | SC Salgueiros             |
| GD Arenense               | 0w. o. 3              | CD Tondela                |

## 2. Runde
Zu den 71 qualifizierten Teams aus der 1. Runde kamen 53 Vereine aus der drittklassigen Segunda Divisão hinzu. Die Spiele fanden am 18. September 2005 statt.

Freilos: Benfica e Castelo Branco und União Lamas
|                           | Ergebnis              |                           |
| ------------------------- | --------------------- | ------------------------- |
| SC Maria da Fonte         | 0w. o. 4              | FC Felgueiras             |
| AD Camacha                | 2:2 n. V. (3:2 i. E.) | União Madeira             |
| FC Famalicão              | 0:1                   | FC Lixa                   |
| UD Valonguense            | 1:1 n. V. (3:4 i. E.) | FC Tirsense               |
| Aliados FC Lordelo        | 1:0 n. V.             | AD São Pedro da Cova      |
| CD Arrifanense            | 1:2                   | AC Vila Meã               |
| FC Marinhas               | 0:1                   | CD Portosantense          |
| GD Ribeirão               | 2:2 n. V. (5:4 i. E.) | Merelinense FC            |
| Desportivo de Monção      | 1:2                   | CD Trofense               |
| GD Joane                  | 1:0                   | CA Valdevez               |
| SC Mirandela              | 2:1                   | CSD Câmara de Lobos       |
| SC Vila Real              | 1:2                   | Mondinense FC             |
| AD Fafe                   | 2:1                   | Brito SC                  |
| GDRC Os Sandinenses       | 2:0                   | Atlético Cabeceirense     |
| Ermesinde SC              | 0:2                   | SC Esmoriz                |
| SC Espinho                | 1:0 n. V.             | Fiães SC                  |
| Abrantes FC               | 6:2                   | União de Coimbra          |
| CR Ataense                | 1:2 n. V.             | GD Milheiroense           |
| UD Tocha                  | 0:3                   | Associação Beneditense CD |
| União Desportiva da Serra | 0:2                   | GDRC Social Lamas         |
| CD Tondela                | 6:0                   | GD Coruchense             |
| Eléctrico Ponte de Sor    | 1:1 n. V. (5:4 i. E.) | FC Oliveira Hospital      |
| Canedo FC                 | 1:0                   | FC Infesta                |
| AD Lousada                | 1:0 n. V.             | CD Ribeira Brava          |
| SC Dragões Sandinenses    | 0:0 n. V. (5:6 i. E.) | AD Pontassolense          |
| Leça FC                   | 0:2                   | AD Sanjoanense            |
| CF Caniçal                | 1:0                   | Lusitânia Lourosa         |
| FC Pedras Rubras          | 1:0                   | UD Santana                |
| USC Paredes               | 3:1                   | AA Avanca                 |
| União Torcatense          | 3:0                   | SC Valenciano             |
| SC Santacruzense          | 0:2                   | SC Freamunde              |
| SC Mineiro Aljustrelense  | 1:0                   | SC União Torreense        |
| GDR Monsanto              | 2:0                   | Caldas SC                 |
| Santiago FC               | 0:0 n. V. (3:4 i. E.) | FC Madalena               |
| SC Praiense               | 2:1                   | Juventude Évora           |
| AD Oeiras                 | 2:0                   | Clube Oriental de Lisboa  |
| SC Lusitânia              | 4:1                   | 1º de Maio Sarilhense     |
| CD Fátima                 | 3:2                   | FC Pampilhosa             |
| AC Marinhense             | 0:2                   | ACRC Souropires           |
| UD Rio Maior              | 0:0 n. V. (0:2 i. E.) | AD Portomosense           |
| GDR Bidoeirense           | 1:2                   | SL Nelas                  |
| Sporting Pombal           | 0:1                   | Atlético Riachense        |
| UDR Caranguejeira         | 0:1                   | CA Mirandense             |
| UD Oliveirense            | 3:0                   | SC Penalva Castelo        |
| GD Tourizense             | 3:0                   | Sertanense FC             |
| Silves FC                 | 2:2 n. V. (4:3 i. E.) | CD Mafra                  |
| CD Pinhalnovense          | 4:0                   | Vasco da Gama AC          |
| GD Alcochetense           | 1:2                   | União Micaelense          |
| AD Carregado              | 1:1 n. V. (2:4 i. E.) | União Messinense          |
| Boavista Flores           | 0:0 n. V. (4:2 i. E.) | Estrela Vendas Novas      |
| CD Operário               | 1:0                   | CD Olivais e Moscavide    |
| SC Vianense               | 2:0                   | Vilaverdense FC           |
| Louletano DC              | 4:3 n. V.             | Lusitano GC Évora         |
| GD Lagoa                  | 4:3                   | GS Loures                 |
| CF Benfica                | 1:2                   | GDRC Ponterrolense        |
| Lusitano VRSA             | 0:2                   | Odivelas FC               |
| Atlético CP               | 3:1                   | Marítimo Graciosa         |
| Real SC Queluz            | 5:2                   | GD Baira-Mar              |
| Imortal DC                | 2:1                   | SR Almancilense           |
| SC Angrense               | 3:2                   | Casa Pia AC               |
| Oliveira do Bairro SC     | 3:0                   | AD Fornos de Algodres     |

## 3. Runde
Qualifiziert waren die 63 Teams aus der 2. Runde und die 18 Vereine aus der zweitklassigen Segunda Liga. Reservemannschaften von Profiklubs waren nicht teilnahmeberechtigt. Die Spiele fanden am 5. und 8. Oktober 2005 statt.

Freilos: AD Pontassolense
|                           | Ergebnis              |                          |
| ------------------------- | --------------------- | ------------------------ |
| Louletano DC              | 5:1                   | CD Operário              |
| Mondinense FC             | 0:2                   | AC Vila Meã              |
| Eléctrico Ponte de Sor    | 2:4                   | FC Tirsense              |
| GD Chaves                 | 1:2 n. V.             | CD Pinhalnovense         |
| FC Madalena               | 0:1                   | União Micaelense         |
| AD Fafe                   | 3:0                   | GDRC Social Lamas        |
| GDRC Ponterrolense        | 0:2                   | SC Olhanense             |
| AD Portomosense           | 2:0                   | Silves FC                |
| Portimonense SC           | 2:1 n. V.             | Benfica e Castelo Branco |
| SC Espinho                | 1:2                   | AD Oeiras                |
| AD Sanjoanense            | 1:1 n. V. (1:3 i. E.) | SC Mineiro Aljustrelense |
| GD Joane                  | 0:1 n. V.             | AD Lousada               |
| FC Marco                  | 6:4 n. V.             | Odivelas FC              |
| SC Praiense               | 0:2                   | Desportivo Aves          |
| GD Milheiroense           | 1:4                   | GD Estoril Praia         |
| CD Trofense               | 1:3 n. V.             | FC Lixa                  |
| SC Mirandela              | 1:0                   | Oliveira do Bairro SC    |
| FC Barreirense            | 2:1                   | Atlético Riachense       |
| ACRC Souropires           | 2:1 n. V.             | Aliados FC Lordelo       |
| SC Angrense               | 1:2                   | Leixões SC               |
| GD Ribeirão               | 2:1                   | União Torcatense         |
| GDRC Os Sandinenses       | 0:1                   | GD Tourizense            |
| SC Covilhã                | 2:1                   | FC Pedras Rubras         |
| SC Vianense               | 1:2                   | CD Santa Clara           |
| União Lamas               | 1:0                   | SC Beira-Mar             |
| Associação Beneditense CD | 0:2                   | CF Caniçal               |
| CA Mirandense             | 1:1 n. V. (4:5 i. E.) | SC Maria da Fonte        |
| Real SC Queluz            | 3:4                   | AD Camacha               |
| União Messinense          | 1:3 n. V.             | FC Vizela                |
| FC Maia                   | 2:4                   | GD Lagoa                 |
| Abrantes FC               | 2:0                   | Boavista Flores          |
| CD Tondela                | 1:2                   | AD Ovarense              |
| USC Paredes               | 2:1 n. V.             | CD Portosantense         |
| GDR Monsanto              | 1:3                   | CD Feirense              |
| CD Fátima                 | 2:1                   | SC Lusitânia             |
| Atlético CP               | 2:0                   | Gondomar SC              |
| Varzim SC                 | 3:1 n. V.             | Canedo FC                |
| UD Oliveirense            | 1:1 n. V. (4:3 i. E.) | SC Esmoriz               |
| Imortal DC                | 1:0                   | SC Freamunde             |
| SL Nelas                  | 0:0 n. V. (4:2 i. E.) | Moreirense FC            |

## 4. Runde
Zu den 41 qualifizierten Teams aus der 3. Runde kamen die 18 Vereine der Primera Liga hinzu. Die Spiele fanden zwischen dem 26. Oktober und 13. November 2005 statt.

Freilos: Vitória Guimarães
|                          | Ergebnis              |                     |
| ------------------------ | --------------------- | ------------------- |
| FC Porto                 | 1:0                   | FC Marco            |
| AD Oeiras                | 1:3                   | Boavista Porto      |
| FC Lixa                  | 4:0                   | FC Penafiel         |
| SC Covilhã               | 2:0                   | AD Lousada          |
| AC Vila Meã              | 2:1                   | SC Mirandela        |
| CD Feirense              | 1:1 n. V. (3:5 i. E.) | CD Pinhalnovense    |
| AD Camacha               | 0:1 n. V.             | GD Estoril Praia    |
| Portimonense SC          | 0:0 n. V. (4:5 i. E.) | ACRC Souropires     |
| GD Lagoa                 | 1:0                   | AD Ovarense         |
| Sporting Lissabon        | 2:0                   | Varzim SC           |
| CF Estrela Amadora       | 2:0                   | União Micaelense    |
| Louletano DC             | 1:0                   | Atlético CP         |
| FC Vizela                | 3:1                   | CD Santa Clara      |
| Académica de Coimbra     | 3:2 n. V.             | Gil Vicente FC      |
| Abrantes FC              | 3:0                   | SC Maria da Fonte   |
| CF Caniçal               | 0:1                   | CD Fátima           |
| AD Fafe                  | 0:1                   | Vitória Setúbal     |
| UD Oliveirense           | 2:0                   | União Lamas         |
| SC Mineiro Aljustrelense | 3:0                   | SC Olhanense        |
| AD Portomosense          | 1:1 n. V. (9:8 i. E.) | FC Barreirense      |
| Sporting Braga           | 1:0 n. V.             | União Leiria        |
| Desportivo Aves          | 1:0                   | Belenenses Lissabon |
| Rio Ave FC               | 0:0 n. V. (3:4 i. E.) | GD Ribeirão         |
| Leixões SC               | 1:2                   | Benfica Lissabon    |
| Imortal DC               | 0:0 n. V. (6:7 i. E.) | Nacional Funchal    |
| Marítimo Funchal         | 2:0                   | FC Tirsense         |
| USC Paredes              | 4:0                   | SL Nelas            |
| FC Paços de Ferreira     | 0:1                   | GD Tourizense       |
| Naval 1º de Maio         | 1:0                   | AD Pontassolense    |

## 5. Runde
Qualifiziert waren die 30 Sieger der 4. Runde. Die Spiele fanden am 11. Januar 2006 statt.
|                          | Ergebnis              |                      |
| ------------------------ | --------------------- | -------------------- |
| Naval 1º de Maio         | 1:2                   | FC Porto             |
| GD Tourizense            | 0:2                   | Benfica Lissabon     |
| USC Paredes              | 3:1                   | GD Lagoa             |
| SC Mineiro Aljustrelense | 0:1                   | UD Oliveirense       |
| AD Portomosense          | 0:2                   | Marítimo Funchal     |
| FC Lixa                  | 1:0                   | GD Ribeirão          |
| SC Covilhã               | 1:2                   | AC Vila Meã          |
| CD Pinhalnovense         | 0:0 n. V. (4:5 i. E.) | Vitória Setúbal      |
| Nacional Funchal         | 2:0                   | CD Fátima            |
| Louletano DC             | 0:0 n. V. (2:3 i. E.) | Académica de Coimbra |
| Desportivo Aves          | 1:1 n. V. (4:2 i. E.) | Sporting Braga       |
| Boavista Porto           | 3:0                   | Abrantes FC          |
| ACRC Souropires          | 1:3                   | CF Estrela Amadora   |
| Sporting Lissabon        | 2:1                   | FC Vizela            |
| Vitória Guimarães        | 4:0                   | GD Estoril Praia     |

## Achtelfinale
Qualifiziert waren die 15 Sieger der 5. Runde. Die Spiele fanden am 8. Februar 2006 statt.

Freilos: FC Porto
|                    | Ergebnis              |                      |
| ------------------ | --------------------- | -------------------- |
| FC Lixa            | 0:2                   | Vitória Setúbal      |
| Desportivo Aves    | 1:2                   | Académica de Coimbra |
| CF Estrela Amadora | 0:1                   | Boavista Porto       |
| Sporting Lissabon  | 2:1                   | USC Paredes          |
| Marítimo Funchal   | 3:0                   | AC Vila Meã          |
| Vitória Guimarães  | 2:0                   | UD Oliveirense       |
| Benfica Lissabon   | 0:0 n. V. (5:3 i. E.) | Nacional Funchal     |

## Viertelfinale
Qualifiziert waren die 8 Sieger des Achtelfinals. Die Spiele fanden am 15. März 2006 statt.
|                      | Ergebnis  |                   |
| -------------------- | --------- | ----------------- |
| Marítimo Funchal     | 1:2 n. V. | FC Porto          |
| Vitória Setúbal      | 2:1 n. V. | Boavista Porto    |
| Académica de Coimbra | 0:2       | Sporting Lissabon |
| Benfica Lissabon     | 0:1       | Vitória Guimarães |

## Halbfinale
Die Spiele fanden am 22. und 23. März 2006 statt.
|                 | Ergebnis              |                   |
| --------------- | --------------------- | ----------------- |
| FC Porto        | 1:1 n. V. (5:4 i. E.) | Sporting Lissabon |
| Vitória Setúbal | 1:1 n. V. (3:2 i. E.) | Vitória Guimarães |

## Finale
| Paarung         | FC Porto – Vitória Setúbal |
| Ergebnis        | 1:0 (1:0) |
| Datum           | 14. Mai 2006 um 17:00 Uhr |
| Stadion         | Estádio Nacional, Oeiras |
| Zuschauer       | 38.000 |
| Schiedsrichter  | Duarte Gomes |
| Tore            | 1:0 Adriano (39.) |
| FC Porto        | Helton – José Bosingwa, Pepe, Pedro Emanuel , Paulo Assunção – Luis González, Anderson (75. Marek Čech), Alan, Ricardo Quaresma (68. Jorginho) – Benni McCarthy (85. Ibson), Adriano Cheftrainer: Co Adriaanse ( Niederlande)                    |
| Vitória Setúbal | Rubinho – Janício Martins, Nélson Veríssimo, Auri Dias Faustino, Adalto (56. Modou Sougou) – Binho (81. Diogo Fonseca), Bruno Ribeiro, Ricardo Chaves (68. Pedro Oliveira) – Sandro Mendes – Silvestre Varela, Carlitos Cheftrainer: Hélio Sousa |
| Gelbe Karten    | Pepe, Adriano, Helton – Adalto, Auri Dias Faustino, Bruno Ribeiro |